# Oskar von der Osten-Warnitz
Oskar Alexander Julius Karl von der Osten-Warnitz (ur. 3 czerwca 1862 w Dreźnie, zm. 5 października 1944 w Warnicach) – pruski polityk konserwatywny.
Pochodził z jednego z najstarszych nowomarchijskich rodów, będącego właścicielem majątku Warnice od 1398 r. Należał do polityków konserwatywnych, związanych z dworem Wilhelma II. W latach 1901–1916 pełnił funkcję starosty powiatu chojeńskiego (Kreis Königsberg Nm.), 1908-1918 członek Pruskiej Izby Reprezentantów i dwukrotnie jej przewodniczący. Podczas I wojny światowej był współzałożycielem i pierwszym przewodniczącym Związku Powiatów Niemieckich (niem. Deutscher Landkreistag) od listopada 1916 do sierpnia 1917 r. Po rewolucji listopadowej 1918 r. wstąpił do Niemieckiej Partii Ludowej, głoszącej poglądy konserwatywne, nacjonalistyczne, antysemickie i monarchistyczne, z ramienia której w latach 1919–1921 r. był członkiem pruskiej konstytuanty krajowej (niem. Preußische Verfassunggebende Landesversammlung). Następnie do 1928 r. zasiadał w pruskim parlamencie (niem. Preußischer Landtag). Uznawany był jako ekspert od polityki zagranicznej. Był postacią na tyle znaczącą, że w kręgu prezydenta Paula von Hindenburga rozważano powierzenie mu funkcji kanclerza republiki. Propozycję taką miał w 1932 r. zgłosić ustępujący kanclerz Heinrich Brüning. Członek korpusu Borussia Bonn.
Był najstarszym synem Oskara Alexandra Juliusa von der Osten (2.07.1837-13.07.1866), porucznika kawalerii w regimencie królewskiej gwardii przybocznej (Gardes du Corps) i Anne Amalie Josephine Rodbertus (ur. 9.08.1840-1899). Ożenił się 28.10.1886 r. w Smolnicy z Anne-Marie Charlotte Dorothea von Sydow (18.07.1867-31.01.1940), córką Wilhelma von Sydow, właściciela okolicznych majątków Krzemlin, Stołeczna, Dobropole i Smolnica.
Dzieci:
- Dinnies Karl Wilhelm (ur. 18.03.1889 w Warnicach), inżynier
- Ulrich Julius Konrad (ur. 13.05.1890 w Warnicach - zm. 19.03.1941 w Nowym Jorku), właściciel majątku Jagetzow, major
- Oskar Bettin Bernhard (ur. 10.06.1891 w Warnicach - zm. 10.10.1892)
- Burkhard Deodat (ur. 27.05.1893 w Smolnicy)
- Heinrich Ernst Arend (ur. 3.11.1895 w Warnicach)
- Lothar Leopold (ur. 19.03.1897 w Warnicach)
- Anna (Anning) Antonie Mathilde (ur. 4.03.1900 w Warnicach - zm. 3.05.1937 w Smęcinie), mąż Ewald von Kleist-Schmenzin - członek założonego przez Dietricha Bonhoeffera Kościoła Wyznającego, należał do zaprzysięgłych wrogów Hitlera. Był uczestnikiem sprzysiężenia von Stauffenberga. Po nieudanym zamachu na Hitlera został aresztowany przez gestapo i 9.04.1945 r. zgilotynowany w więzieniu Plötzensee w Berlinie. Ich syn, a wnuk von Ostena, Ewald-Heinrich von Kleist-Schmenzin, był także uczestnikiem antyhitlerowskiej konspiracji, ale uniknął śmierci, ponieważ sąd nie znalazł wystarczających dowodów winy.